# 아이시스
아이시스는 롯데칠성음료에서 판매하는 생수 제품이다.

## 용량
- 200ml PET
- 300ml PET
- 500ml PET
- 1L PET
- 2L PET
- 18.9L PET[3]

## 주니어워터
- 어린이를 타겟으로 한 먹는 샘물인 ‘아이시스 주니어워터’는 칼슘, 나트륨, 칼륨, 마그네슘, 불소 등이 함유되어 있으며, 일체형 뚜껑을 채택하였다. 300ml 페트로만 판매되며, 먹는샘물증명표지가 없었다. 한때 경기도 양주시에서 생산되었으나 현재 단종되었다.